# 1С:Документооборот
1С:Документооборот — система автоматизации документооборота на технологической платформе «1С:Предприятие 8». Упорядочивает взаимодействие между сотрудниками, отслеживает рабочее время, реализует учёт документов в соответствии с положениями действующей нормативной документации (ГОСТов, требований, инструкций и т. д.) и традиций делопроизводства. Поддерживает многопользовательскую работу в локальной сети и онлайн, в том числе, через браузерный клиент. Представлена в нескольких версиях, в том числе, специализированной редакции для государственных учреждений.

## Основные возможности
Система позволяет упорядочить работу с документами, исключить утраты изменений при одновременной работе, организовать поиск по документации.

### Учёт и хранение документов
- регистрация входящих и исходящих документов[2]
- регистрация внутренних документов (инструкций, служебных записок, поручений и т. д.)[2]
- работа с документами любых типов (тексты, изображения, видеофайлы, аудиофайлы, офисные документы, архивы, приложения и пр.)[3]
- учёт в разрезе видов документов
- хранение документов в каталогах любой структуры (по усмотрению пользователя)
- загрузка документов из электронной почты, со сканера
- поддержка бумажного делопроизводства (ведение номенклатуры дел, контроль перемещений документов и т. д.)[4]
- учёт обращений граждан
- учёт персональных данных

### Работа с документами
- просмотр и редактирование
- работа с документами на всех стадиях жизненного цикла (от черновиков до утверждения или уничтожения)
- механизм резолюций
- быстрый поиск, в том числе полнотекстовый
- возможность указывать связи между документами, создавать цепочки подчиненных документов
- возможность коллективной работы с одним и тем же файлом (согласование, контроль исполнения, принятие и т. д.)
- настраиваемая маршрутизация для разных видов документов (построение бизнес-процессов в привязке к конкретным пользователям и их ролям)[5]
- формирование задач исполнителям

## История обновлений конфигурации «1С:Документооборот»
| Версия                               | Дата выпуска    | Ключевые изменения |
| ------------------------------------ | --------------- | --- |
| 1.0.8                                | 27 августа 2010 | Первая стабильная редакция: регистрация и хранение документов, базовые бизнес-процессы, web-клиент на «1С:Предприятие 8».                               |
| 1.3.3                                | 28 марта 2014   | Оптимизация работы в браузере, отказ от модальных окон, улучшение интерфейса карточек документов.                                                       |
| 2.0 (первый релиз)                   | 6 мая 2015      | Новый интерфейс, единый справочник «Документы», переработанная логика обработки файлов, подготовка к мобильному приложению.                             |
| 2.0.18                               | 31 марта 2016   | Добавлен веб-сервис DMX, возможность принимать задачи на исполнение из мобильного клиента.                                                              |
| 2.1 (первый релиз)                   | май 2016        | Расширенные инструменты совместной работы, обновлённый интерфейс, улучшенные процессы и задачи.                                                         |
| 2.1.18.11                            | апрель 2020     | Поддержка удалённой работы, чат-бот «Ася», еженедельные отчёты о трудозатратах.                                                                         |
| 2.1.21                               | июль 2020       | Работа по технологии 1С:Фреш (SaaS-модель), заявки на расходование денежных средств.                                                                    |
| 2.1.33                               | сентябрь 2023   | Интеграция с «1С:Архив», расширен учёт номенклатуры дел.                                                                                                |
| 2.1.36.3                             | 20 декабря 2024 | Кумулятивный релиз ветки 2.1: исправления ошибок, повышение стабильности и производительности.                                                          |
| 3.0.5 (финальный релиз редакции 3.0) | январь 2024     | Полный редизайн: современный интерфейс, единые справочники, переработанная система прав, ускоренные бизнес-процессы.                                    |
| 3.0.14.31                            | март 2024       | Более 50 доработок, включая ускоренную обработку документов и расширенные инструменты совместной работы.                                                |
| 3.0.16                               | 4 декабря 2024  | Оптимизация многостраничных документов, поддержка подписей CAdES-T/A v3, повышение производительности, расширенная интеграция с холдинговыми решениями. |
| 3.0.17.36                            | 4 апреля 2025   | Дополнительные исправления и оптимизация производительности ветки 3.0.                                                                                  |

1. ↑  Приложение iPad-клиент: работа в системе электронного документооборота с планшета Apple. PCWeek (25 февраля 2014). Дата обращения: 10 января 2017. Архивировано 4 марта 2016 года.
2. 1 2  1С:Документооборот 8 Архивная копия от 7 июня 2011 на Wayback Machine, делопроизводство
3. ↑  1С:Документооборот 8 Архивная копия от 7 июня 2011 на Wayback Machine, хранение файлов
4. ↑  1С:Документооборот 8 Архивная копия от 7 июня 2011 на Wayback Machine, поддержка бумажного документооборота
5. ↑  1С:Документооборот 8 Архивная копия от 7 июня 2011 на Wayback Machine, бизнес-процессы

## Дополнительные возможности

### Безопасность
- централизованное хранение документов в электронном виде
- хранение всех версий и истории редактирования документов[1]
- защита от несанкционированного доступа к документам
- защита от одномоментного редактирования документов несколькими пользователями[2]

### Контроль исполнительской дисциплины
- контроль сроков и объёмов выполнения задач
- ежедневный учёт рабочего времени сотрудников в разрезе выполняемых работ (в том числе автоматический на основе выполненных задач)
- анализ затрат рабочего времени отдельных сотрудников, подразделений, проектов на основе отчетов

### Прочие
- автоматический запуск бизнес-процессов в нужное пользователю время
- штрихкодирование документов
- использование механизмов электронной цифровой подписи
- настраиваемый интерфейс[3]
- масштабируемость
- возможность работы в режиме с распределенными базами данных

## Интеграция
Имеется возможность настройки взаимодействия с другими приложениями и обмена данными через текстовые файлы, XML-документы и DBF-файлы, и веб-сервисы.

## Конкуренты
Среди конкурентов на российском рынке можно выделить МОТИВ, ДЕЛО, DIRECTUM, ЕВФРАТ, DocsVision, IBM Notes, PayDox.